# 精修聖人
精修圣人（英語：Confessor of the Faith，意为宣认信仰者，英语、拉丁语简称）是基督信仰中圣人的一种头衔。

## 信仰生活中的精修圣人
这一头衔的最古老的用法是用来表明那些遭受迫害、折磨，但并没有受害致死的圣人。这种用法现今依然在东方基督教中存在。在拉丁礼教会中，这一头衔已被扩展，可以被使用在任何不具备：殉道者、宗徒、圣史、童贞头衔的圣人上。当基督信仰在欧洲普遍后，针对基督徒的迫害已很罕见，那些度圣善生活并在安详中去世的圣人都可以被给予此称号。其中最有名的例子大概是英国君主宣信者爱德华。

## 罪恶的忏悔者
在基督徒遭受大迫害时期，有一部分基督徒在折磨下，对信仰的坚定减弱，甚至背教。然而，当君士坦丁大帝停止了针对基督徒的迫害后，这些人想要回归到教会中。所以教会设立了一项和好圣事，要求这些人向那些在迫害中心甘情愿地承受苦难并活下来的精修圣人们忏悔、告解，并且在弥撒感恩祭中领圣体，以此重归基督的怀抱。由此，这一称号也指代那些被授权听告解的司铎们。这种用法亦可以指一位“灵性上的父亲”。
在这一层面上，一般修院或隐修院中，都会有一位司铎为修女们听告解、指导她们的灵性生活。
这一头衔也可以用来指修会等宗教团体的领袖。